# Nicola Ferrara
Nicolás Guillermo Ferrara (Chiaromonte, provincia de Potenza, Italia, 20 de agosto de 1910) es un exfutbolista italiano naturalizado argentino. Jugaba de centrocampista. Es llamado a menudo "Ferrara I", para distinguirlo de su hermano menor Antonio, también futbolista.

## Trayectoria
Su familia emigró a Argentina; en el país sudamericano, Ferrara debutó en el Platense. En el año 1933 volvió a su país natal, fichando por el Livorno, donde fue alcanzado por su hermano Antonio la temporada siguiente. En 1936 pasó al Napoli, donde ya jugaba su hermano. El año siguiente los dos fueron transferidos al Inter de Milán (que en ese entonces se llamaba "Ambrosiana-Inter") y ganaron un Scudetto. En 1938 regresó a Argentina para jugar en el Platense. Se retiró en el Acassuso, en 1940.

## Clubes
| Club             | País      | Año         |
| ---------------- | --------- | ----------- |
| Platense         | Argentina | 1933        |
| Livorno          | Italia    | 1933 - 1936 |
| Napoli           | Italia    | 1936 - 1937 |
| Ambrosiana-Inter | Italia    | 1937 - 1938 |
| Platense         | Argentina | 1938        |
| Acassuso         | Argentina | 1940        |

## Palmarés

### Campeonatos nacionales
| Título  | Club             | País   | Año         |
| ------- | ---------------- | ------ | ----------- |
| Serie A | Ambrosiana-Inter | Italia | 1937 - 1938 |